# Naprzód Janów
Naprzód Janów Katowice – jeden z polskich klubów hokejowych w Polsce,  z siedzibą w dzielnicy Katowic, Janowie.

## Historia
Pierwsze próby formalnego zorganizowania klubu sportowego nastąpiły już w 1919 roku. Podjęte zostały wówczas próby skupienia amatorskich zawodników na jednej dyscyplinie sportowej. Na terenie Nikiszowca sport od początku 1919 roku propagowało Towarzystwo Gimnastyczne „Sokół”, ale skupiano się przede wszystkim na gimnastyce. Wzrost zainteresowania piłką nożną zaowocował zwołaniem zebrania kilku entuzjastów tego sportu w styczniu 1919 roku w mieszkaniu Józefa Cholewy. Postanowiono wówczas o przystąpieniu do zorganizowania i założenia klubu piłkarskiego. Polski Komisariat Plebiscytowy w Bytomiu przekazał tworzącemu się klubowi 11 kompletów biało-czerwonych strojów sportowych. Pierwszy w historii klubu mecz rozegrano w kwietniu 1919 roku w Murckach.
Oficjalnie klub powstał w 1920 roku jako klub piłkarski, a jego oficjalna nazwa pojawiła się dopiero po zakończeniu III powstania śląskiego. W 1950 roku rozpoczęła działalność sekcja hokeja. W 1962 roku hokeiści Naprzodu grali już w ekstraklasie, w której występowali nieprzerwanie do 1998 (do 1983 roku nigdy nie schodzili poniżej czwartego miejsca w ekstraklasie). Na początku lat 60. w dzielnicy Janów rozpoczęto budowę sztucznego lodowiska. Oddano je do użytku okazji Barbórki w 1964 roku. W 1970 roku obiekt zadaszono. Wybudowano także hotel, restaurację i kawiarnię. W przeddzień Barbórki 1982 roku oddano do użytku drugie sztuczne lodowisko: „Jantor II” oraz nową maszynownię. Na początku lat 90. pojawiły się problemy finansowe, gdyż kopalnia „Wieczorek”, długoletni opiekun i sponsor klubu, ograniczała wydatki. Wicemistrzostwo Polski w 1992 roku było ostatnim wielkim sukcesem klubu. Klub w następnych latach miał coraz większe problemy finansowe, z czasem najlepsi zawodnicy przeszli do GKS Katowice. W 1998 roku klub przestał istnieć. 
Klub wznowił grę pod nazwą Naprzód Pawłowski Janów w sezonie I ligi 2002/2003, jednak po 17. kolejkach wycofał się z rozgrywek z powodu niewypłacalności finansowej wobec swoich zawodników. Jesienią 2004 roku zespół wystartował w rozgrywkach pierwszej ligi jako drużyna półamatorska. Od sezonu 2006/2007 klub ponownie grał w ekstralidze PLH. W sezonie 2010/2011 drużyna zmagała się z dużymi problemami finansowymi i kadrowymi, wskutek czego grała w rywalizacji o utrzymanie, którą przegrała i została zdegradowana z ekstraklasy. Do tego czasu drużyna występowała pod nazwą sponsorską Akuna Naprzód Janów. Następnie pierwotnie klub nie otrzymał licencji na występy w I lidze, jednak we wrześniu Komisja Odwoławcza PZHL przychyliła się do postulatów Zarządu Klubu MUKS Naprzód Janów i wydała licencję uprawniającą śląski klub do uczestnictwa w rozgrywkach I ligi w sezonie 2011/2012. Pomimo tego PZHL uznał następnie, że wniosek o zgłoszenie klubu dotarł z opóźnieniem, w związku z czym Naprzód nie został dopuszczony do występów w I lidze. Przed kolejnym sezonem 2012/2013 I ligi klub został zgłoszony do rozgrywek i 16 sierpnia 2012 roku otrzymał licencję na występy w I lidze. Do 2013 trenerami drużyny byli Janusz Imiołczyk i Krzysztof Kulawik. We wrześniu 2013 szkoleniowcem został Waldemar Klisiak. 1 sierpnia 2014 klub otrzymał licencję na występy w rozgrywkach Polska Hokej Liga. 14 sierpnia 2015 zostały powołany podmiot Naprzód Janów Katowice Spółka Akcyjna (w którym wszystkie akcje objął MUKS Naprzód Janów) i klub otrzymał licencję na występy w nowym sezonie PHL 2015/2016. W sierpniu 2016 Naprzód Janów nie otrzymał licencji na występy w sezonie PHL 2016/2017, po czym został zgłoszony do I ligi edycji 2016/2017. Drużyna Naprzodu, prowadzona przez grających trenerów Adriana Parzyszka i Wojciecha Stachurę, wygrała te rozgrywki, pokonując w finale Zagłębie Sosnowiec, a tym samym wywalczyła awans do PHL. Na początku sezonu PHL 2017/2018 przyjęto nazwę zespołu Anteo Naprzód Janów Katowice S.A. Trenerem Naprzodu od początku sezonu był Adrian Parzyszek. 8 listopada 2017 nowym szkoleniowcem drużyny został Czech Josef Doboš, a jego asystentem został dotychczasowy I trener Adrian Parzyszek. W maju 2019 nowym trenerem Naprzodu został po raz drugi Jacek Szopiński.
Ze względu na ponowne problemy organizacyjno-finansowe klub po raz kolejny stanął przed wizją upadku. Aby zachować ciągłość, tożsamość i dziedzictwo sportowe oraz przynależność klubową klub KOJOTKI NAPRZÓD JANÓW przejął wszystkie sekcje i prawa zawodników MUKS, umożliwiając im  treningi i kontynuację udziału w rozgrywkach ligowych. Wszyscy zawodnicy zachowali status wychowanka Naprzodu Janów. Jako jeden klub posiadający sekcje męska i żeńską rozpoczęli ofensywę sportową tworząc największy młodzieżowy klub hokejowy w Polsce.
Do sezonu I ligi 2020/2021 drużyna przystąpiła pod nazwą KS Katowice Naprzód Janów. Od czerwca 2022 do listopada 2023 trenerem zespołu był Łukasz Sokół, a 1 grudnia 2023 nowym szkoleniowcem został ogłoszony Grzegorz Klich.

## Sukcesy
- Mistrzostwa Polski:
  - 2 miejsce: 1971, 1973, 1977, 1989, 1992
  - 3 miejsce: 1972, 1974, 1976, 1978, 1982, 1986, 1987
- I liga:
  - 1 miejsce: 1962, 2014, 2017, 2019, 2024, 2025
- Puchar Polski:
  - Zdobywca: 1969
- Puchar „Sportu” i PZHL
  - Zdobywca: 1982
- Pierwsze miejsce w Turnieju Barbórkowym: 1977[28]

## Szkoleniowcy
Trenerami Naprzodu byli: Alfred Gansiniec, Herman Ullman, Paweł Langner, Kazimierz Sochacki, Arnost Biderman, Władimir Jegorow (1970-1973), Vlastimil Hajsman, Ladislav Pejcha, Jewgienij Jegorow, Ladislav Kominek, Tadeusz Bujar, Józef Staniczek, Sylwester Wilczek, Krzysztof Kulawik, Aleksandr Moszkin, Anatolij Jegorow, Leon Labryga, Vlastislav Zaruba, Jaroslav Lehocký, Janusz Imiołczyk, Waldemar Klisiak, Martin Smeták, Josef Halouzka, Waldemar Klisiak, Jacek Szopiński Łukasz Sokół, Grzegorz Klich

## Inne sekcje
W lipcu 1947 piłkarze Naprzodu Janów zdobyli w Będzinie mistrzostwo robotniczych klubów sportowych Śląska pokonując Polonię Piekary 3:2.
Osiągnięcia odnosiła także sekcja łyżwiarstwa figurowego. W klubie trenowały pary sportowe Janina Poremska – Piotr Sczypa (mistrzowie Polski), Teresa Skrzek – Piotr Sczypa a poza nimi m.in. Maria Kotyrba, Grażyna Dudek czy Mirela Gawłowska (także mistrzowie Polski, uczestnicy mistrzostw Europy i świata).